# Corryocactus apiciflorus
Corryocactus apiciflorus es una especie de planta suculenta perteneciente al género Corryocactus, dentro de la familia Cactaceae. Es endémica de Perú.

## Descripción

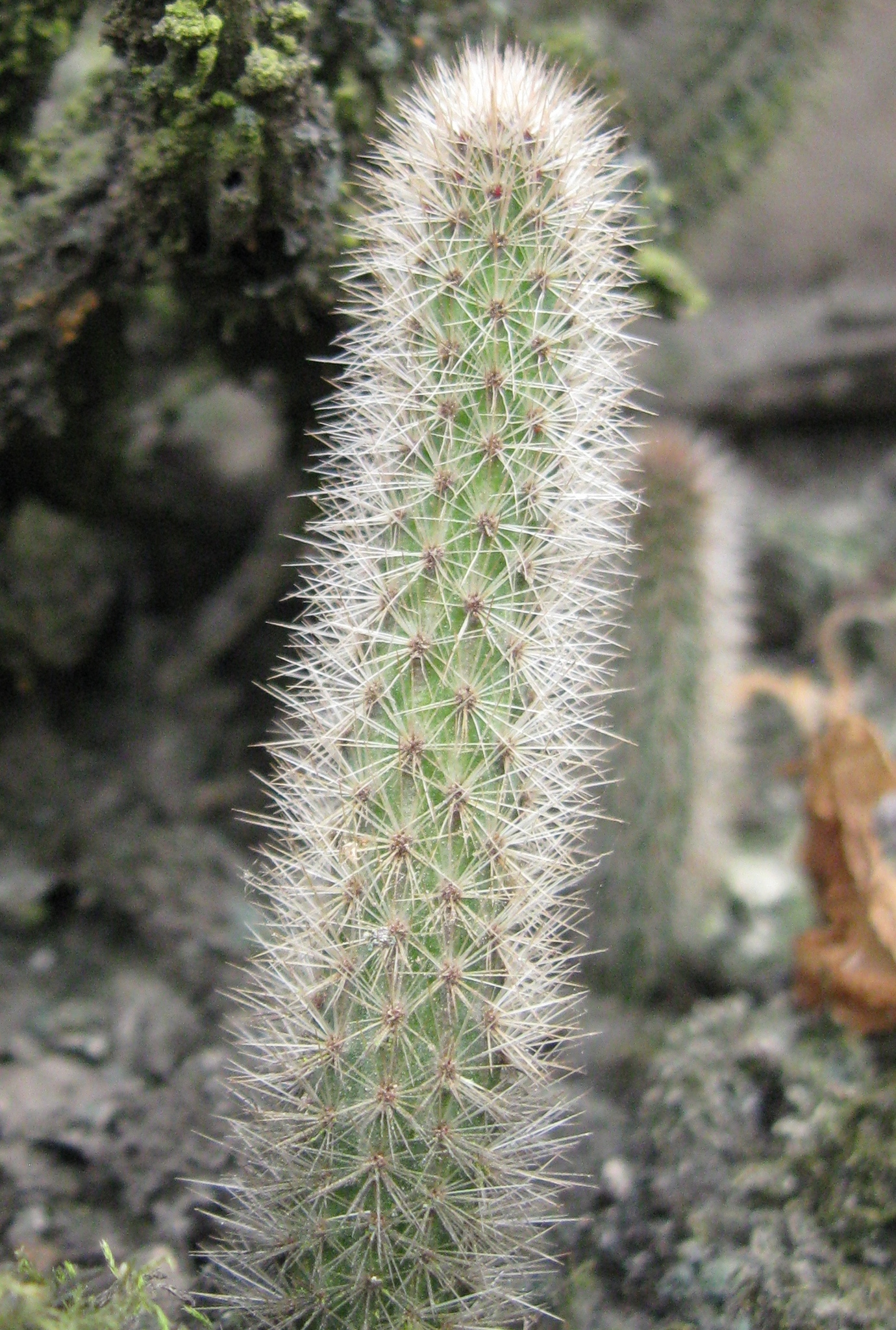
Corryocactus apiciflorus

Corryocactus apiciflorus es una especie de cactus arbustivo que se ramifica fuertemente desde la base. Los tallos crecen de forma extendida o ascendente, son densamente espinosos y miden hasta 50 cm de largo y unos 2,5 cm de diámetro. 
Presentan 8 costillas bajas, sobre las cuales se asientan las areolas. Éstas contienen una única espina central de hasta 1 cm de largo y aproximadamente 10 espinas radiales también de 1 cm de longitud.
Las flores son de color rojo anaranjado y miden hasta 4 cm de largo. Normalmente, aunque aparecen en grupos cerca del ápice de los brotes, en ocasiones pueden crecen en los laterales.

## Distribución y hábitat

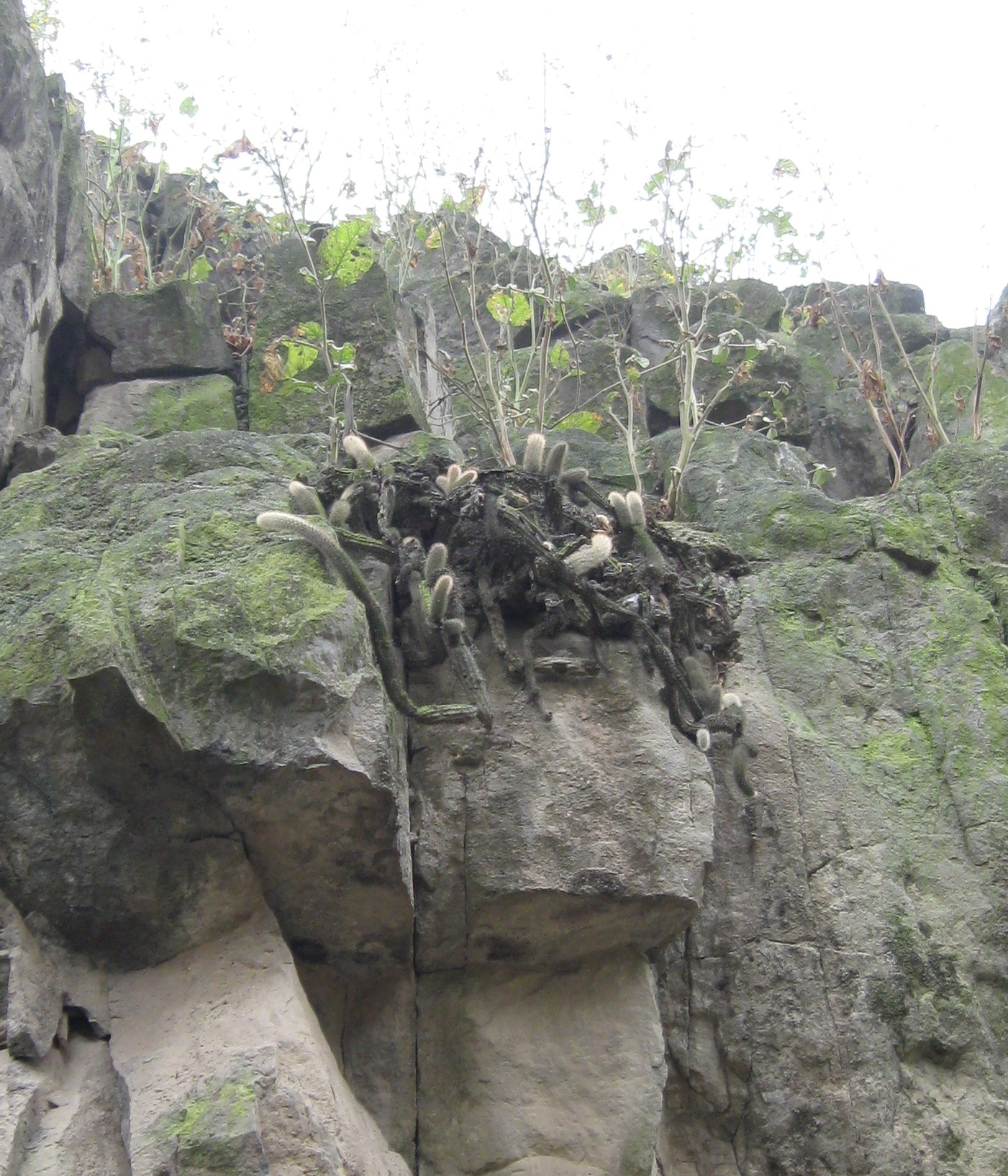
En su hábitat

El área de distribución nativa de esta especie es Perú (concretamente en los departamentos peruanos de La Libertad, Ancash y Ayacucho), y crece principalmente en biomas desérticos o de matorral seco, entre los 2500 y 3000 metros de altitud.

## Taxonomía
La primera descripción de esta especie fue como Cereus apiciflorus, publicada en 1913 por el botánico alemán Friedrich Karl Johann Vaupel en la revista científica Botanische Jahrbücher für Systematik, Pflanzengeschichte und Pflanzengeographie 111: 15.
Posteriormente, el botánico Paul Clifford Hutchison colocó la especie en el género Corryocactus, pasando a llamarse Corryocactus apiciflorus y anotando estos cambios en la revista Sukkulentenkunde. Jahrbücher der Schweizerischen Kakteen-Gesellschaft 7-8: 9 en el año 1963.

Etimología
- Corryocactus: nombre genérico otorgado en honor a Thomas Avery Corry (1862-1942), quien como ingeniero de la compañía ferroviaria peruana Ferrocarril del Sur, ayudó a descubrir las plantas. De hecho, las primeras tres especies conocidas del género crecían cerca de la recién construida vía férrea. Además, la terminación cactus es un término latino que alude a las plantas del género Cactaceae.
- apiciflorus: epíteto específico que deriva de las palabras latinas apex (que significa 'punta') y florus (que significa 'florecido'), haciendo referencia a que las flores aparecen en el ápice de los tallos.[6]

Sinonimia
- Cereus apiciflorus Vaupel  (1913)
- Corryocactus brachycladus F.Ritter (1981)
- Corryocactus erici-marae Cieza (2013 publ. 2012)
- Corryocactus huincoensis F.Ritter (1981)
- Corryocactus matucanensis F.Ritter (1981)
- Corryocactus maximus (Backeb.) Hutchison (1963)
- Corryocactus megarhizus F.Ritter (1981)
- Corryocactus melaleucus F.Ritter (1981)
- Corryocactus pilispinus F.Ritter (1981)
- Corryocactus solitarius F.Ritter (1981)
- Corryocactus tenuiculus (Backeb.) Hutchison (1963)
- Erdisia apiciflora (Vaupel) Werderm. (1940)
- Erdisia fortalezensis F.Ritter (1964)
- Erdisia maxima Backeb. (1942)
- Erdisia tenuicula Backeb. (1956 publ. 1957)

## Estado de conservación
En la Lista Roja de Especies Amenazadas de la UICN, la especie está clasificada como “Datos Insuficientes (DD)”.

## Usos
Se cultiva principalmente como planta ornamental y su propagación se realiza a través de esquejes o semillas.